# Berenice IV
Cleopatra Berenìce Epifanìa (in greco antico: Κλεοπάτρα Βερενίκη Ἐπιφανεία?, Kleopàtrā Berenìkē Epiphanèiā; 78 a.C. circa – 55 a.C.), conosciuta fino al 58 a.C. semplicemente come Berenice e chiamata nella storiografia moderna Berenice IV, è stata una regina egizia appartenente al periodo tolemaico, regnante dal 58 a.C. alla sua morte.

## Biografia
Figlia di Tolomeo XII Aulete e Cleopatra V Trifena detronizzò suo padre nel 58 a.C. e divenne co-reggente insieme alla madre o alla presunta sorella, Cleopatra VI, che morì dopo un anno di regno.
Rimasta unica regina d'Egitto, si sposò con Seleuco VII Kybiosactes, secondo figlio di Antioco X e Cleopatra Selene. Dopo l'assassinio del marito, sposò nel 56 a.C. in seconde nozze Archelao, gran sacerdote di Bellona in Cappadocia. Berenice fu giustiziata col marito e la figlia nel 55 a.C., dopo essere stata deposta dal padre Tolomeo XII, che le succedette.

## Ascendenza
|                  |              |                  | Genitori      |  |  | Nonni |  |  | Bisnonni     |  |  | Trisnonni |  |
|                  |              |                  |               |  |  |       |  |  | Tolomeo VIII |  |  | Tolomeo V |  |
|                  |              |                  |               |  |  |       |  |  | Tolomeo VIII |  |  | Tolomeo V |  |
|                  |              | Cleopatra I      |               |  |  |       |  |  | Tolomeo VIII |  |  |           |  |
| Tolomeo IX       |              |                  |               |  |  |       |  |  | Tolomeo VIII |  |  |           |  |
|                  |              | Cleopatra III    | Tolomeo VI    |  |  |       |  |  |              |  |  |           |  |
|                  |              | Cleopatra III    | Tolomeo VI    |  |  |       |  |  |              |  |  |           |  |
|                  |              | Cleopatra III    | Cleopatra II  |  |  |       |  |  |              |  |  |           |  |
| Tolomeo XII      |              | Cleopatra III    |               |  |  |       |  |  |              |  |  |           |  |
|                  |              | Tolomeo VIII     | Tolomeo V     |  |  |       |  |  |              |  |  |           |  |
|                  |              | Tolomeo VIII     | Tolomeo V     |  |  |       |  |  |              |  |  |           |  |
|                  |              | Tolomeo VIII     | Cleopatra I   |  |  |       |  |  |              |  |  |           |  |
| Cleopatra Selene |              | Tolomeo VIII     |               |  |  |       |  |  |              |  |  |           |  |
|                  |              | Cleopatra III    | Tolomeo VI    |  |  |       |  |  |              |  |  |           |  |
|                  |              | Cleopatra III    | Tolomeo VI    |  |  |       |  |  |              |  |  |           |  |
|                  |              | Cleopatra III    | Cleopatra II  |  |  |       |  |  |              |  |  |           |  |
| Berenice IV      |              | Cleopatra III    |               |  |  |       |  |  |              |  |  |           |  |
|                  | Tolomeo VIII | Tolomeo V        |               |  |  |       |  |  |              |  |  |           |  |
|                  | Tolomeo VIII | Tolomeo V        |               |  |  |       |  |  |              |  |  |           |  |
|                  | Tolomeo VIII | Cleopatra I      |               |  |  |       |  |  |              |  |  |           |  |
| Tolomeo X        | Tolomeo VIII |                  |               |  |  |       |  |  |              |  |  |           |  |
|                  |              | Cleopatra III    | Tolomeo VI    |  |  |       |  |  |              |  |  |           |  |
|                  |              | Cleopatra III    | Tolomeo VI    |  |  |       |  |  |              |  |  |           |  |
|                  |              | Cleopatra III    | Cleopatra II  |  |  |       |  |  |              |  |  |           |  |
| Cleopatra V      |              | Cleopatra III    |               |  |  |       |  |  |              |  |  |           |  |
|                  |              | Tolomeo IX       | Tolomeo VIII  |  |  |       |  |  |              |  |  |           |  |
|                  |              | Tolomeo IX       | Tolomeo VIII  |  |  |       |  |  |              |  |  |           |  |
|                  |              | Tolomeo IX       | Cleopatra III |  |  |       |  |  |              |  |  |           |  |
| Berenice III     |              | Tolomeo IX       |               |  |  |       |  |  |              |  |  |           |  |
|                  |              | Cleopatra Selene | Tolomeo VIII  |  |  |       |  |  |              |  |  |           |  |
|                  |              | Cleopatra Selene | Tolomeo VIII  |  |  |       |  |  |              |  |  |           |  |
|                  |              | Cleopatra Selene | Cleopatra III |  |  |       |  |  |              |  |  |           |  |
|                  |              | Cleopatra Selene |               |  |  |       |  |  |              |  |  |           |  |